# 6e étape du Tour de France 2001
Pour un article plus général, voir Tour de France 2001.
La 6e étape du Tour de France 2001 a eu lieu le 13 juillet 2001 entre Commercy et Strasbourg sur une distance de 211,5 km. Elle a été remportée par l'Estonien Jaan Kirsipuu (AG2R Prévoyance) devant le Français Damien Nazon (Bonjour) et le Tchèque Ján Svorada (Lampre-Daikin). L'Australien Stuart O'Grady (Crédit Agricole) conserve le maillot jaune à l'issue de l'étape.

## Classement de l'étape
| \| Classement de l'étape \| Classement de l'étape \| Classement de l'étape \| Classement de l'étape \| Classement de l'étape \| \| Coureur \| Coureur \| Pays \| Équipe \| Temps \| \| --------------------- \| --------------------- \| --------------------- \| ------------------------------- \| --------------------- \| \| 1er \| Jaan Kirsipuu \| Estonie \| AG2R Prévoyance \| + 4 h 50 min 39 s \| \| 2e \| Damien Nazon \| France \| Bonjour \| + 0 s \| \| 3e \| Ján Svorada \| Tchéquie \| Lampre-Daikin \| + 0 s \| \| 4e \| Erik Zabel \| Allemagne \| Deutsche Telekom \| + 0 s \| \| 5e \| Stuart O'Grady \| Australie \| Crédit Agricole \| + 0 s \| \| 6e \| Jimmy Casper \| France \| La Française des jeux \| + 0 s \| \| 7e \| Nico Mattan \| Belgique \| Cofidis-Le Crédit par Téléphone \| + 0 s \| \| 8e \| Christophe Capelle \| France \| BigMat-Auber 93 \| + 0 s \| \| 9e \| Alexei Sivakov \| Russie \| BigMat-Auber 93 \| + 0 s \| \| 10e \| Romāns Vainšteins \| Lettonie \| Domo-Farm Frites-Latexco \| + 0 s \| |                    |           |                                 |                   |
| |                    |           |                                 |                   |
| |                    |           |                                 |                   |
| Classement de l'étape |                    |           |                                 |                   |
| Coureur | Coureur            | Pays      | Équipe                          | Temps             |
| 1er | Jaan Kirsipuu      | Estonie   | AG2R Prévoyance                 | + 4 h 50 min 39 s |
| 2e | Damien Nazon       | France    | Bonjour                         | + 0 s             |
| 3e | Ján Svorada        | Tchéquie  | Lampre-Daikin                   | + 0 s             |
| 4e | Erik Zabel         | Allemagne | Deutsche Telekom                | + 0 s             |
| 5e | Stuart O'Grady     | Australie | Crédit Agricole                 | + 0 s             |
| 6e | Jimmy Casper       | France    | La Française des jeux           | + 0 s             |
| 7e | Nico Mattan        | Belgique  | Cofidis-Le Crédit par Téléphone | + 0 s             |
| 8e | Christophe Capelle | France    | BigMat-Auber 93                 | + 0 s             |
| 9e | Alexei Sivakov     | Russie    | BigMat-Auber 93                 | + 0 s             |
| 10e | Romāns Vainšteins  | Lettonie  | Domo-Farm Frites-Latexco        | + 0 s             |

## Classement général
L'étape s'étant disputée au sprint, pas de changement au classement général. Les trois coureurs du Crédit agricole, l'Australien Stuart O'Grady, l'Allemand Jens Voigt et l'Américain Bobby Julich restent aux trois premières places du classement général, O'Grady conservant le maillot jaune de leader.
| \| Classement général \| Classement général \| Classement général \| Classement général \| Classement général \| \| Coureur \| Coureur \| Pays \| Équipe \| Temps \| \| ------------------ \| ------------------------- \| ------------------ \| ------------------ \| ------------------ \| \| 1er \| Stuart O'Grady \| Australie \| Crédit Agricole \| 25 h 45 min 00 s \| \| 2e \| Jens Voigt \| Allemagne \| Crédit Agricole \| + 26 s \| \| 3e \| Bobby Julich \| États-Unis \| Crédit Agricole \| + 27 s \| \| 4e \| Igor González de Galdeano \| Espagne \| ONCE-Eroski \| + 57 s \| \| 5e \| Joseba Beloki \| Espagne \| ONCE-Eroski \| + 1 min 07 s \| \| 6e \| Carlos Sastre \| Espagne \| ONCE-Eroski \| + 1 min 08 s \| \| 7e \| Jörg Jaksche \| Allemagne \| ONCE-Eroski \| + 1 min 12 s \| \| 8e \| Christophe Moreau \| France \| Festina \| + 1 min 17 s \| \| 9e \| José Iván Gutiérrez \| Espagne \| ONCE-Eroski \| + 1 min 20 s \| \| 10e \| Marcos Serrano \| Espagne \| ONCE-Eroski \| + 1 min 23 s \| |                           |            |                 |                  |
| |                           |            |                 |                  |
| |                           |            |                 |                  |
| Classement général |                           |            |                 |                  |
| Coureur | Coureur                   | Pays       | Équipe          | Temps            |
| 1er | Stuart O'Grady            | Australie  | Crédit Agricole | 25 h 45 min 00 s |
| 2e | Jens Voigt                | Allemagne  | Crédit Agricole | + 26 s           |
| 3e | Bobby Julich              | États-Unis | Crédit Agricole | + 27 s           |
| 4e | Igor González de Galdeano | Espagne    | ONCE-Eroski     | + 57 s           |
| 5e | Joseba Beloki             | Espagne    | ONCE-Eroski     | + 1 min 07 s     |
| 6e | Carlos Sastre             | Espagne    | ONCE-Eroski     | + 1 min 08 s     |
| 7e | Jörg Jaksche              | Allemagne  | ONCE-Eroski     | + 1 min 12 s     |
| 8e | Christophe Moreau         | France     | Festina         | + 1 min 17 s     |
| 9e | José Iván Gutiérrez       | Espagne    | ONCE-Eroski     | + 1 min 20 s     |
| 10e | Marcos Serrano            | Espagne    | ONCE-Eroski     | + 1 min 23 s     |

## Classements annexes
| Classement par points | Classement par points | Classement par points | Classement par points | Classement par points |
| Coureur               | Coureur               | Pays                  | Équipe                | Points                |
| --------------------- | --------------------- | --------------------- | --------------------- | --------------------- |
| 1er                   | Erik Zabel            | Allemagne             | Deutsche Telekom      | 93 pts                |
| 2e                    | Stuart O'Grady        | Australie             | Crédit Agricole       | 85 pts                |
| 3e                    | Jaan Kirsipuu         | Estonie               | AG2R Prévoyance       | 72 pts                |
| 4e                    | Damien Nazon          | France                | Bonjour               | 68 pts                |
| 5e                    | Christophe Capelle    | France                | BigMat-Auber 93       | 58 pts                |

| Classement par points | Classement par points | Classement par points | Classement par points | Classement par points |
| Coureur               | Coureur               | Pays                  | Équipe                | Points                |
| --------------------- | --------------------- | --------------------- | --------------------- | --------------------- |
| 1er                   | Erik Zabel            | Allemagne             | Deutsche Telekom      | 93 pts                |
| 2e                    | Stuart O'Grady        | Australie             | Crédit Agricole       | 85 pts                |
| 3e                    | Jaan Kirsipuu         | Estonie               | AG2R Prévoyance       | 72 pts                |
| 4e                    | Damien Nazon          | France                | Bonjour               | 68 pts                |
| 5e                    | Christophe Capelle    | France                | BigMat-Auber 93       | 58 pts                |

| Classement de la montagne | Classement de la montagne | Classement de la montagne | Classement de la montagne | Classement de la montagne |
| Coureur                   | Coureur                   | Pays                      | Équipe                    | Points                    |
| ------------------------- | ------------------------- | ------------------------- | ------------------------- | ------------------------- |
| 1er                       | Patrice Halgand           | France                    | Jean Delatour             | 37 pts                    |
| 2e                        | Laurent Brochard          | France                    | Jean Delatour             | 32 pts                    |
| 3e                        | Benoît Salmon             | France                    | AG2R Prévoyance           | 29 pts                    |
| 4e                        | Rik Verbrugghe            | Belgique                  | Lotto-Adecco              | 21 pts                    |
| 5e                        | Frédéric Bessy            | France                    | Crédit Agricole           | 12 pts                    |

| Classement de la montagne | Classement de la montagne | Classement de la montagne | Classement de la montagne | Classement de la montagne |
| Coureur                   | Coureur                   | Pays                      | Équipe                    | Points                    |
| ------------------------- | ------------------------- | ------------------------- | ------------------------- | ------------------------- |
| 1er                       | Patrice Halgand           | France                    | Jean Delatour             | 37 pts                    |
| 2e                        | Laurent Brochard          | France                    | Jean Delatour             | 32 pts                    |
| 3e                        | Benoît Salmon             | France                    | AG2R Prévoyance           | 29 pts                    |
| 4e                        | Rik Verbrugghe            | Belgique                  | Lotto-Adecco              | 21 pts                    |
| 5e                        | Frédéric Bessy            | France                    | Crédit Agricole           | 12 pts                    |

| Classement du meilleur jeune | Classement du meilleur jeune | Classement du meilleur jeune | Classement du meilleur jeune | Classement du meilleur jeune |
| Coureur                      | Coureur                      | Pays                         | Équipe                       | Temps                        |
| ---------------------------- | ---------------------------- | ---------------------------- | ---------------------------- | ---------------------------- |
| 1er                          | Jörg Jaksche                 | Allemagne                    | ONCE-Eroski                  | 25 h 46 min 12 s             |
| 2e                           | José Iván Gutiérrez          | Espagne                      | ONCE-Eroski                  | + 8 s                        |
| 3e                           | Florent Brard                | France                       | Festina                      | + 12 s                       |
| 4e                           | Óscar Sevilla                | Espagne                      | Kelme-Costa Blanca           | + 1 min 27 s                 |
| 5e                           | Francisco Mancebo            | Espagne                      | iBanesto.com                 | + 3 min 28 s                 |

| Classement du meilleur jeune | Classement du meilleur jeune | Classement du meilleur jeune | Classement du meilleur jeune | Classement du meilleur jeune |
| Coureur                      | Coureur                      | Pays                         | Équipe                       | Temps                        |
| ---------------------------- | ---------------------------- | ---------------------------- | ---------------------------- | ---------------------------- |
| 1er                          | Jörg Jaksche                 | Allemagne                    | ONCE-Eroski                  | 25 h 46 min 12 s             |
| 2e                           | José Iván Gutiérrez          | Espagne                      | ONCE-Eroski                  | + 8 s                        |
| 3e                           | Florent Brard                | France                       | Festina                      | + 12 s                       |
| 4e                           | Óscar Sevilla                | Espagne                      | Kelme-Costa Blanca           | + 1 min 27 s                 |
| 5e                           | Francisco Mancebo            | Espagne                      | iBanesto.com                 | + 3 min 28 s                 |

| Classement par équipes | Classement par équipes | Classement par équipes | Classement par équipes |
| Équipe                 | Équipe                 | Pays                   | Temps                  |
| ---------------------- | ---------------------- | ---------------------- | ---------------------- |
| 1re                    | Crédit Agricole        | France                 | 77 h 16 min 00 s       |
| 2e                     | ONCE-Eroski            | Espagne                | + 2 min 12 s           |
| 3e                     | Festina                | France                 | + 2 min 52 s           |
| 4e                     | US Postal Service      | États-Unis             | + 5 min 04 s           |
| 5e                     | Kelme-Costa Blanca     | Espagne                | + 5 min 43 s           |

| Classement par équipes | Classement par équipes | Classement par équipes | Classement par équipes |
| Équipe                 | Équipe                 | Pays                   | Temps                  |
| ---------------------- | ---------------------- | ---------------------- | ---------------------- |
| 1re                    | Crédit Agricole        | France                 | 77 h 16 min 00 s       |
| 2e                     | ONCE-Eroski            | Espagne                | + 2 min 12 s           |
| 3e                     | Festina                | France                 | + 2 min 52 s           |
| 4e                     | US Postal Service      | États-Unis             | + 5 min 04 s           |
| 5e                     | Kelme-Costa Blanca     | Espagne                | + 5 min 43 s           |